# Các đảng dân chủ Thiên Chúa giáo
Albani: Đảng Dân chủ Thiên Chúa giáo Albani
Áo: Đảng Dân chủ Thiên chúa giáo Áo
Bulgaria: Liên minh Thiên chúa giáo Bulgaria
Chile: Đảng Dân chủ Thiên Chúa giáo Chile
Đan Mạch: Đảng Dân chủ Thiên Chúa giáo Đan Mạch
Pháp: Liên minh vì Dân chủ Pháp, Phong trào Cộng hoà Nhân dân
Đức: Liên minh Dân chủ Thiên Chúa giáo (Đức), Đảng Trung tâm, Liên minh Dân chủ Thiên Chúa giáo (Đông Đức)
Hungari: Đảng Nhân dân Dân chủ Thiên chúa giáo
Hungary: Fidesz - Hungarian Civic Union, Diễn đàn dân chủ Hungary
Ireland: Fine Gael